# Erucius pictus
Erucius pictus är en insektsart som beskrevs av Henri Saussure 1903. Erucius pictus ingår i släktet Erucius och familjen Chorotypidae.

## Underarter
Arten delas in i följande underarter:
- E. p. luteofasciatus
- E. p. pictus